# Vraćamo se odmah
Vraćamo se odmah je peti studijski album sastava Gustafi, objavljen 1999.
Album je sniman u Novom Mestu, te je prvi kojeg je sastav objavio pod izdavačkom kućom Dancing Bear. Album je dobio mnoge pozitivne kritike, te se uz Sentimiento muto smatra najboljim albumom Gustafa. Najpoznatije pjesme s albuma su "Sedan dan", "Sve me domišlja na nju" i "Ča bin da".

## Popis pjesama
Tekstovi i glazba: Edi Maružin/Gustafi. 
| 1.    | »Noć je tu«              | 2:28 |
| 2.    | »Kako i daž«             | 4:00 |
| 3.    | »Sedan dan«              | 4:13 |
| 4.    | »Sve me domišlja na nju« | 3:50 |
| 5.    | »Najhuje«                | 2:40 |
| 6.    | »800 m«                  | 2:24 |
| 7.    | »Niš niš niš«            | 1:20 |
| 8.    | »Ča bi da«               | 3:05 |
| 9.    | »Rokenrolić«             | 2:01 |
| 10.   | »Ma san koma«            | 3:17 |
| 11.   | »Forši i sad«            | 4:08 |
| 12.   | »Ljubav«                 | 2:47 |
| 13.   | »Zadnji dan«             | 2:50 |
| 14.   | »S-J-Z«                  | 3:13 |
| 42:16 |                          |      |

## Produkcija
- Edi Maružin  - vokal, gitara
- Vlado Maružin - gitara, bas-gitara, klavijature
- Čedomir Mošnja -   bubnjevi
- Fredi Poropat - bubnjevi
- Edi Cukerić - klavijature
- Arsen Pliško - gitara
- Tomaž Maras - gitara, prateći vokal
- Boris Mohorić - truba, vokal
- Alen Peruško -  harmonika, klavijature
- Marko Anić - trombon
- Davor Milovan - bas-gitara